# Chapelle Saint-Maxime de Riez
La chapelle Saint-Maxime est une chapelle située à Riez, en France. Édifiée au sommet de la colline du même nom, la chapelle Saint-Maxime porte une riche histoire depuis 1655. Depuis 1975, il s'agit également du lieu de vie d'une communauté de sœurs clarisses. Elle est classée partiellement au titre des monuments historiques depuis 1921 et inscrite en totalité depuis 2022.

## Localisation
La chapelle est située sur la commune de Riez, dans le département français des Alpes-de-Haute-Provence. Elle se dresse au sommet de la colline Saint-Maxime qui surplombe le village. Le point le plus haut culmine à 637 mètres d'altitude.
Deux chemins relient le village et le sommet de la colline : le premier à l'ouest de la colline est piéton tandis que le second au nord-est permet la montée des véhicules motorisés. La colline est aussi un point de passage du GR4, sur le tronçon qui relie Riez et Roumoules.

## Historique

### Les vestiges d'édifices religieux précédents
La colline de Saint-Maxime est habitée depuis au moins la conquête romaine. L'un des premiers évêques de Riez, Maxime de Riez fait construire une église au Ve siècle, nommée l'église Saint-Alban. Mais aux alentours du VIIIe siècle, une nouvelle cathédrale est érigée au sommet de la colline Saint-Maxime et l'église Saint-Alban est de plus en plus délaissée. En effet, la population quitte la plaine pour s'installer sur la colline, fortifiée. Cette cathédrale porte le nom de Saint-Maxime en raison de la présence de la dépouille du saint, évêque de la ville quelques siècles plus tôt. Elle demeure l'édifice religieux principal de Riez jusqu'au XVIe siècle où elle est détruite à la suite des guerres de Religion.

### La première chapelle Saint-Maxime (1655)

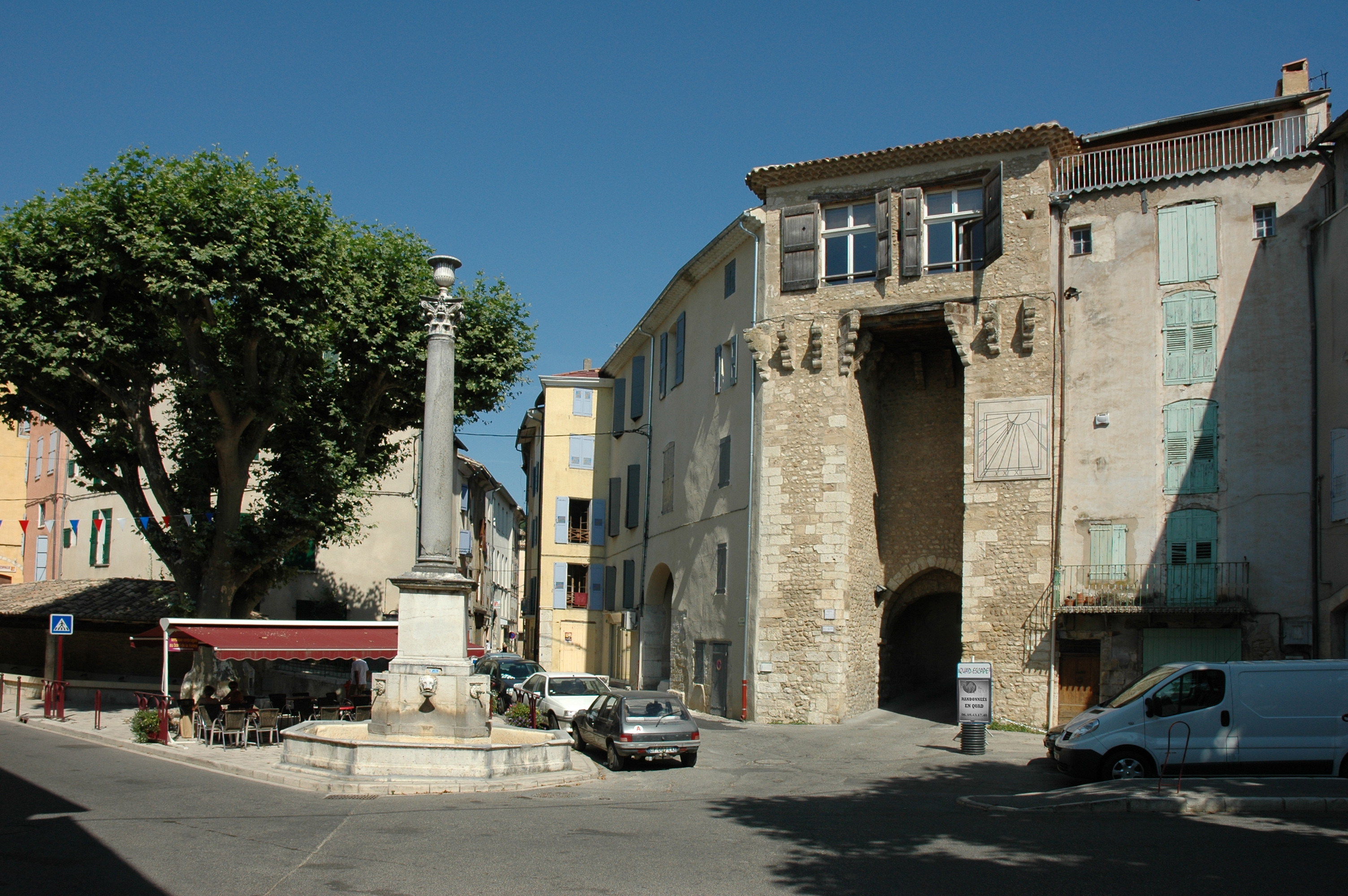
Fontaine de la colonne et porte d'Ayguières.

En 1655 s'achève la construction de la première chapelle. En effet, à la suite de la destruction de l'ancien édifice, le peuple et le clergé local font ériger cette chapelle par piété. Le chœur de la chapelle contient des colonnes antiques vraisemblablement issues des vestiges romains de la ville, et notamment de l'ancien temple à Apollon. Aux siècles suivants sont entrepris des travaux divers. Au terme de ceux-ci, deux colonnes d'une ancienne porte sont déplacées car elles ne trouvaient plus d'utilité au sein de la chapelle : l'une se trouve sur une fontaine de la ville et l'autre sert de support pour la statue de la Vierge dorée située sur la colline.

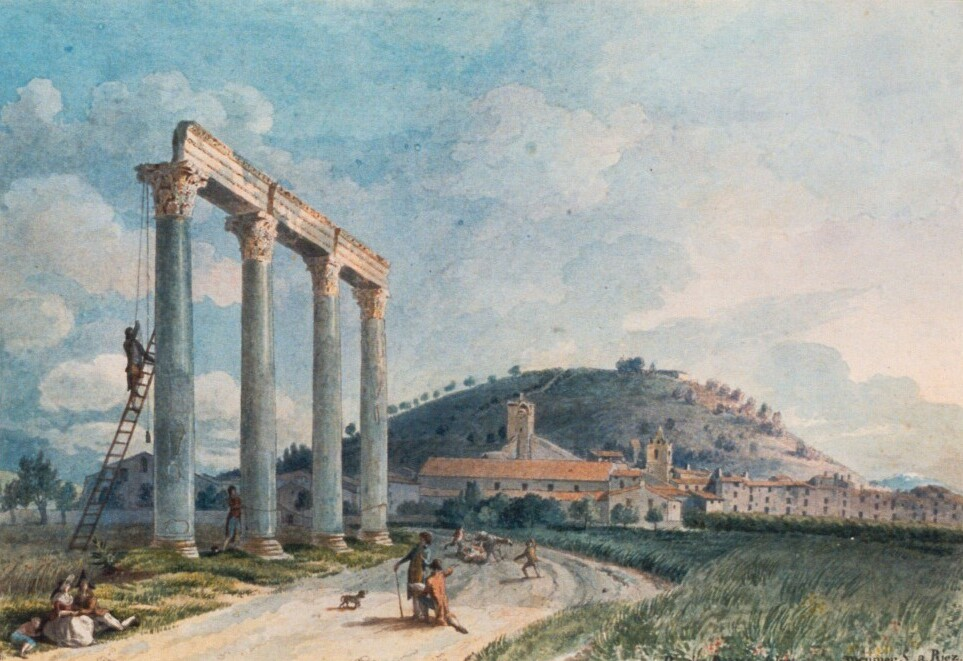
Aquarelle d'Antoine Meunier représentant Riez en 1795. Au sommet de la colline se trouve la chapelle Saint-Maxime.

Ces travaux ont aussi permis d'agrandir la chapelle de sorte qu'au début du xviiie siècle, elle soit décrite comme un ermitage. Toutefois l'ensemble du bâtiment est démoli en 1808 après avoir été laissé à l'abandon. Des vestiges subsistent jusqu'à la reconstruction d'une deuxième chapelle.

### Seconde chapelle Saint-Maxime (1857)
La seconde chapelle est souhaitée identique à la première : seuls les matériaux changent afin de rendre plus solide l'édifice. Les colonnes antiques retrouvent leur place dans le chœur ; le décor est riche et de style néo-gothique ; un vitrail en l'honneur de saint Maxime est posé au dessus de la porte d'entrée. La chapelle fait l'objet d'une bonne conservation depuis sa reconstruction.

## Classement
Une partie de l'édifice est classée au titre des monuments historiques en 1921. Il s'agit de l'abside et de ses colonnes antiques. Une extension de la protection a été demandée. La chapelle en totalité est inscrite en 2022.